# Explosion de Saint-Laurent-de-la-Salanque
L'explosion de Saint-Laurent-de-la-Salanque survient dans la nuit du 14 février 2022, dans cette commune des Pyrénées-Orientales, en France. Elle fait au moins huit morts et quatre blessés.

## Explosion
Dans la nuit du 14 février 2022 vers 1 h 30 du matin, une explosion est survenue au rez-de-chaussée d'un immeuble de la rue Arago de Saint-Laurent-de-la-Salanque. L'explosion a été suivie d'un incendie. Au moins onze appartements ont été touchés par l'explosion et l'incendie. Cent-vingt pompiers sont intervenus et ont maitrisé l'incendie vers midi.

## Victimes
Huit personnes, dont deux enfants, sont mortes lors de l'explosion, trois ont été intoxiquées par les fumées, et une autre a été grièvement blessée après avoir sauté du premier étage pour échapper aux flammes. Parmi les morts figurent au moins quatre personnes d'une même famille : un jeune couple, qui gérait un snack, et leurs deux enfants, un garçon de deux ou trois ans et un bébé.

## Enquête
Une enquête pour incendie volontaire ayant entraîné la mort a été ouverte. Des bouteilles de gaz ont été retrouvées aux environs de l'immeuble où a eu lieu l'explosion.
Trois hommes de 29, 28 et 43 ans ont été interpellés et placés en garde à vue le 7 avril : le propriétaire d’une épicerie se trouvant au rez-de-chaussée de l’immeuble détruite par l'explosion et deux hommes de nationalité algérienne,,. Un quatrième suspect, un tunisien de 40 ans a été interpellé le 8 avril,.